# Autobahnkreuz Bielefeld
Das Autobahnkreuz Bielefeld (Abkürzung: AK Bielefeld; Kurzform: Kreuz Bielefeld) ist ein Autobahnkreuz in Nordrhein-Westfalen in Ostwestfalen-Lippe. Es verbindet die Bundesautobahn 2 (Oberhausen – Hannover – Berlin; E 34) mit der Bundesautobahn 33 (Osnabrück – Paderborn).

## Geographie
Das Autobahnkreuz liegt auf dem Stadtgebiet von Bielefeld. Nächstgelegene Stadtteile sind Senne, Sennestadt und Eckardtsheim. Es befindet sich etwa 10 km südlich der Bielefelder Innenstadt, etwa 65 km östlich von Münster und etwa 30 km nordwestlich von Paderborn.
Zudem befindet es sich unweit des Naturparks Eggegebirge und südlicher Teutoburger Wald.
Das Autobahnkreuz Bielefeld trägt auf der A 2 die Anschlussstellennummer 25, auf der A 33 die Nummer 21.

## Geschichte
Das Kreuz ist in „Kleeblatt-Form“ erbaut, wobei die A 2 die A 33 in einem Winkel von ungefähr 50° überquert. Der erste Bauabschnitt des  Autobahnkreuzes Bielefeld mit der Anbindung der A 33 in und aus Richtung Paderborn wurde im November 1993 für den Verkehr freigegeben. Im Zuge der 2007 begonnenen Verlängerung der A 33 bis zum Ostwestfalendamm in Bielefeld-Brackwede (AS Bielefeld-Zentrum) wurden auch die restlichen Verbindungsfahrbahnen fertiggestellt und am 5. Dezember 2012 für den Verkehr freigegeben. Die Kosten für dieses 6,4 Kilometer lange Teilstück betrugen 128 Millionen Euro.

## Bauform und Ausbauzustand
Die A 33 ist vierstreifig ausgebaut, die A 2 verfügt über sechs Fahrstreifen. Die Verbindungsrampen sind einspurig ausgeführt.
Das Autobahnkreuz wurde als Kleeblatt angelegt.

## Verkehrsaufkommen
Das Kreuz wird täglich von rund 131.000 Fahrzeugen befahren. Nach dem Lückenschluss der A 33 zwischen Bielefeld und Borgholzhausen ist jedoch mit einem Verkehrsanstieg zu rechnen.
| Von                       | Nach                               | Durchschnittliche tägliche Verkehrsstärke | Durchschnittliche tägliche Verkehrsstärke | Durchschnittliche tägliche Verkehrsstärke | Anteil Schwerlastverkehr | Anteil Schwerlastverkehr | Anteil Schwerlastverkehr |
| Von                       | Nach                               | 2005                                      | 2010                                      | 2015                                      | 2005                     | 2010                     | 2015                     |
| ------------------------- | ---------------------------------- | ----------------------------------------- | ----------------------------------------- | ----------------------------------------- | ------------------------ | ------------------------ | ------------------------ |
| AS Gütersloh (A 2)        | AK Bielefeld                       | 69.900                                    | 64.200                                    | 84.300                                    | 20,5 %                   | 21,2 %                   | 18,3 %                   |
| AK Bielefeld              | AS Bielefeld-Süd (A 2)             | 88.700                                    | 90.600                                    | 89.800                                    | 19,4 %                   | 18,3 %                   | 19,9 %                   |
| AS Bielefeld-Senne (A 33) | AK Bielefeld                       | -                                         | -                                         | 39.000                                    | -                        | -                        | 09,2 %                   |
| AK Bielefeld              | AS Schloß Holte-Stukenbrock (A 33) | 34.200                                    | 29.900                                    | 49.200                                    | 13,4 %                   | 14,5 %                   | 15,9 %                   |